# Chernel Gyula
Cherneházi Chernel Gyula József Ferenc Imre (Nagykanizsa, 1843. december 29.–Ötvöskónyi, 1910. május 29.), országgyűlési képviselő, a magyar főrendiház, Somogy vármegye közigazgatási és törvényhatósági bizottsága tagja, nagybirtokos, az országgyűlés földművelésügyi bizottság tagja.

## Családja és származása
Az ősrégi nemesi chernelházi Chernel család sarja. Apja chernelházi Chernel Ignác (1807–1894), földbirtokos, Somogy, Zala, Vas és Sopron vármegyei táblabíró, uradalmi ügyvéd Nagykanizsán a Batthyány családnál, anyja szentgyörgyi Horváth Cecília (1815–1881) volt. Az apai nagyszülei chernelházi Chernel Ferenc (1778–1864) főszolgabíró, kerületi táblabíró, földbirtokos, valamint rátki és salamonfai Barthodeiszky Terézia (1788–1877) voltak. Az anyai nagyszülei szentgyörgyi Horváth Imre (1780–1859), földbirtokos, valamint hertelendi és vindornyalaki Hertelendy Júlia voltak. Az anyai nagyanyai dédszülei hertelendi és vindornyalaki Hertelendy György (1764–1831), Zala vármegye alispánja, táblabírája, földbirtokos, és a barkóczi Rosty családból való barkóczi Rosty Petronella (1770–1792) voltak. Chernel Gyula elsőfokú unokatestvére chernelházi Chernel István (1865–1922) magyar ornitológus, a magyar királyi madártani intézet főnöke, miniszteri tanácsos, aki a badacsonyi nyaralóját és szőlőjét örökölte meg.

## Élete
A tanulmányait Sopronban, Bécsben és Budapesten végezte; 1880. év óta Somogymegyében, Ötvöskónyi községben lakott, nagybirtokos, és a megyei életben tevékeny részt vett. 1884. év óta tagja a megyei közigazgatási bizottságnak, a megyei lótenyésztési bizottságnak több éven át volt elnöke, a megyei gazdasági egyesületnek alelnöke volt, valamint az alkotmányvédő megyei bizottság pénztárnoka is volt.
A függetlenségi és 48-as párt programja alapján 1892-ben képviselő lett. Az 1896—1901. ciklusban nem volt képviselő (az erőszakos Bánffy-választáskor). 1901-ben a nagyatádi kerület másodízben. 1905-ben pedig harmadízben küldte a képviselőházba. A király 1908. július 4-én Chernel Gyulát nevezte ki főrenddé.
Chernel Gyula Kaposváron lakott, azonban a 19. század végén Badacsonyban szerzett szőlőt és nyaralót építtetett magának a hegyen. A háza és a szőlő 1910. május 29-én bekövetkezett halála után a gyermektelen Chernel Gyula unokatestvérének a fia, azaz Chernel István kiskorú gyermeke Chernel Miklós lett az örökös a néhai tulajdonos óhaja szerint. Chernel István 1912-ben vette birtokba a fia nevében, először (Chernel István naplójából tudható) 1912. március 5-én jelent meg Badacsonyban. Élete során Chernel István 41 alkalommal összesen 282 napot – 9,5 hónapot, évente eltérően 10 – 73 napot időztek e gyönyörű vidéken, amelynek a természetét is lelkesen tanulmányozta. Chernel István a badacsonyi bort részben Chernel Gyula özvegyének, Svastics Rózának, juttatta (a terméstől függően évi 5–10 hektót), főként azonban szombathelyi borkereskedők vették meg.

## Házassága
1876. április 29-én Csabrendeken, feleségül vette a nemesi származású bocsári Svastits családból való bocsári Svastics Rozália Vilma Paulina (Szentgáloskér, 1857. április 28.–Kaposvár, 1939. március 2.) kisasszonyt, akinek a szülei bocsári Svastics László (1825–1887), földbirtokos, hites ügyvéd, 1848-49.ik honvéd főhadnagy, és bocsári Svastics Eugénia (1834–1913) voltak. Az apai nagyszülei bocsári Svastics Lajos (1799–1878), tolnai főszolgabíró, földbirtokos és mindszenti Kapuváry Erzsébet voltak. Az anyai nagyszülei bocsári Svastics Pál (1797–1849), somogyi adószedő, földbirtokos és nedeczei Nedeczky Róza (1799–1858) voltak. Chernel Gyula és Svastics Róza frigyéből nem származott gyermek.